# Parapoynx zambiensis
Parapoynx zambiensis là một loài bướm đêm trong họ Crambidae.